# Miami Heat 1989-1990
La stagione 1989-90 dei Miami Heat fu la 2ª nella NBA per la franchigia.
I Miami Heat arrivarono quinti nella Atlantic Division della Eastern Conference con un record di 18-64, non qualificandosi per i play-off.

## Risultati
| Squadra            | V  | P  | %    | GB |
| ------------------ | -- | -- | ---- | -- |
| Philadelphia 76ers | 53 | 29 | 64,6 | -  |
| Boston Celtics     | 52 | 30 | 63,4 | 1  |
| N.Y. Knicks        | 45 | 37 | 54,9 | 8  |
| Washington Bullets | 31 | 51 | 37,8 | 22 |
| Miami Heat         | 18 | 64 | 22,0 | 35 |
| N.J. Nets          | 17 | 65 | 20,7 | 36 |

## Roster
| N° | Naz.                   | Ruolo | Sportivo        | Anno | Alt. | Peso \|\| |
| -- | ---------------------- | ----- | --------------- | ---- | ---- | --------- |
|    | Stati Uniti (bandiera) | AC    | Terry Davis     | 1967 | 206  | 102       |
| 2  | Stati Uniti (bandiera) | G     | Rory Sparrow    | 1958 | 188  | 79        |
| 3  | Stati Uniti (bandiera) | G     | Scott Haffner   | 1966 | 191  | 82        |
| 4  | Stati Uniti (bandiera) | C     | Rony Seikaly    | 1965 | 211  | 104       |
| 11 | Stati Uniti (bandiera) | G     | Sherman Douglas | 1966 | 183  | 82        |
| 20 | Stati Uniti (bandiera) | G     | Jon Sundvold    | 1961 | 188  | 77        |
| 21 | Stati Uniti (bandiera) | G     | Kevin Edwards   | 1965 | 191  | 86        |
| 32 | Stati Uniti (bandiera) | AC    | Tellis Frank    | 1965 | 208  | 102       |
| 41 | Stati Uniti (bandiera) | A     | Glen Rice       | 1967 | 201  | 98        |
| 42 | Stati Uniti (bandiera) | AC    | Pat Cummings    | 1956 | 206  | 104       |
| 43 | Stati Uniti (bandiera) | A     | Grant Long      | 1966 | 203  | 102       |
| 50 | Stati Uniti (bandiera) | A     | Jim Rowinski    | 1961 | 203  | 113       |
| 55 | Stati Uniti (bandiera) | A     | Billy Thompson  | 1963 | 201  | 88        |

## Staff tecnico
- Allenatore: Ron Rothstein
- Vice-allenatori: Tony Fiorentino, Dave Wohl